# منفرته دل سید
منفرته دل سید دهستانی در استان آلیکانتهٔ اسپانیا است.
در این دهستان ۶٬۱۵۷ نفر زندگی می‌کنند. مساحت این دهستان ۷۹٫۴۴ کیلومتر مربع است.